# Antonina Petrova
Pour les articles homonymes, voir Petrov.
Antonina Petrova (russe : Антонина Петрова ; 14 mars 1915 – 4 novembre 1941) était une partisane et médecin soviétique. Elle a reçu à titre posthume le titre d'Héroïne de l'Union soviétique le 8 avril 1942  pour avoir préféré se tuer qu'être capturée et interrogée par les allemands.

## Enfance et éducation
Petrova est née le 14 mars 1915 à Strechevo dans le gouvernement de Petrograd dans une famille de paysans russe. Après avoir terminé l'école de commerce, elle travaille comme couturière et, plus tard en auberge de jeunesse. Jusqu'au milieu de l'année 1941, elle travaille au Komsomol en tant que comptable. Ses collègues la considèrent comme sérieuse, enregistrant les procès-verbaux des réunions sans beaucoup parler,.

## Seconde Guerre mondiale
Immédiatement après l'invasion allemande de l'Union soviétique en juin 1941, elle entre en cours de soins infirmiers. Après avoir terminé ces cours, elle demande à être affectée à un bataillon en tant qu'infirmière. Le bataillon où elle est affectée réalise le sabotage des routes et les formations arrière de l'Armée de l'Axe sur le territoire contrôlé par eux. Lors de sa première mission, on lui demande de localiser les emplacements des forces ennemies qui s'approchent de Louga et d'attaquer. Elle supplie son commandant de la laisser participer à l'embuscade, où ils se cachent dans les buissons au bord d'une route en attendant qu'une voiture avec des soldats allemands approche. Lorsque la voiture approche, plusieurs membres du régiment attaquent, et Petrova jette une grenade sur l'avant de la voiture pour permettre aux tirailleurs de faire feu sur les occupants. De retour de mission en août, elle est réaffectée à la 2e Détachement de Partisan sous les ordres des frères Ivan et Stanislav Poleyko ; l'unité se compose de seulement vingt-sept personnes. Un détachement de sept d'entre eux posent des mines dans un champ et coupent les lignes de téléphone et de télégraphe. D'août à début octobre, le détachement pose des mines sur la route entre Tolmatchevo et Osmino et entre Louga et Lyady, endommage la ligne de chemin de fer entre Tolmatchevo et Mshinskaïa et abattent quatre avions. En octobre, ils détruisent six ponts, dont l'un du chemin de fer entre Leningrad et Vitebsk. Petrova participe à presque toutes les opérations du bataillon et fait plusieurs missions de reconnaissance. Lors d'une mission, apprenant l'arrivée d'un escadron ennemi anti-partisans, elle en informe le reste de son détachement, permettant à tous de survivre à l'attaque.
Fin octobre, le détachement est déployé à la gare de Mshinskaïa, mais l'Axe découvre leur déploiement. Le 4 novembre, onze des partisans stationné sur leur camp de base sont approchés par un détachement de troupes de l'Axe. Beaucoup moins nombreux qu'eux, la plupart des partisans sont tués alors qu'ils fuient la zone, mais Petrova ramasse un fusil et continue à se battre jusqu'à finir ses munitions. À court de munitions, elle voit plusieurs soldats se précipiter vers elle mais elle se tue pour éviter la capture. Pour cet acte de bravoure, elle reçoit à titre posthume le titre d'Héroïne de l'Union soviétique le 8 avril 1942, par décret du Soviet suprême,.

## Distinctions

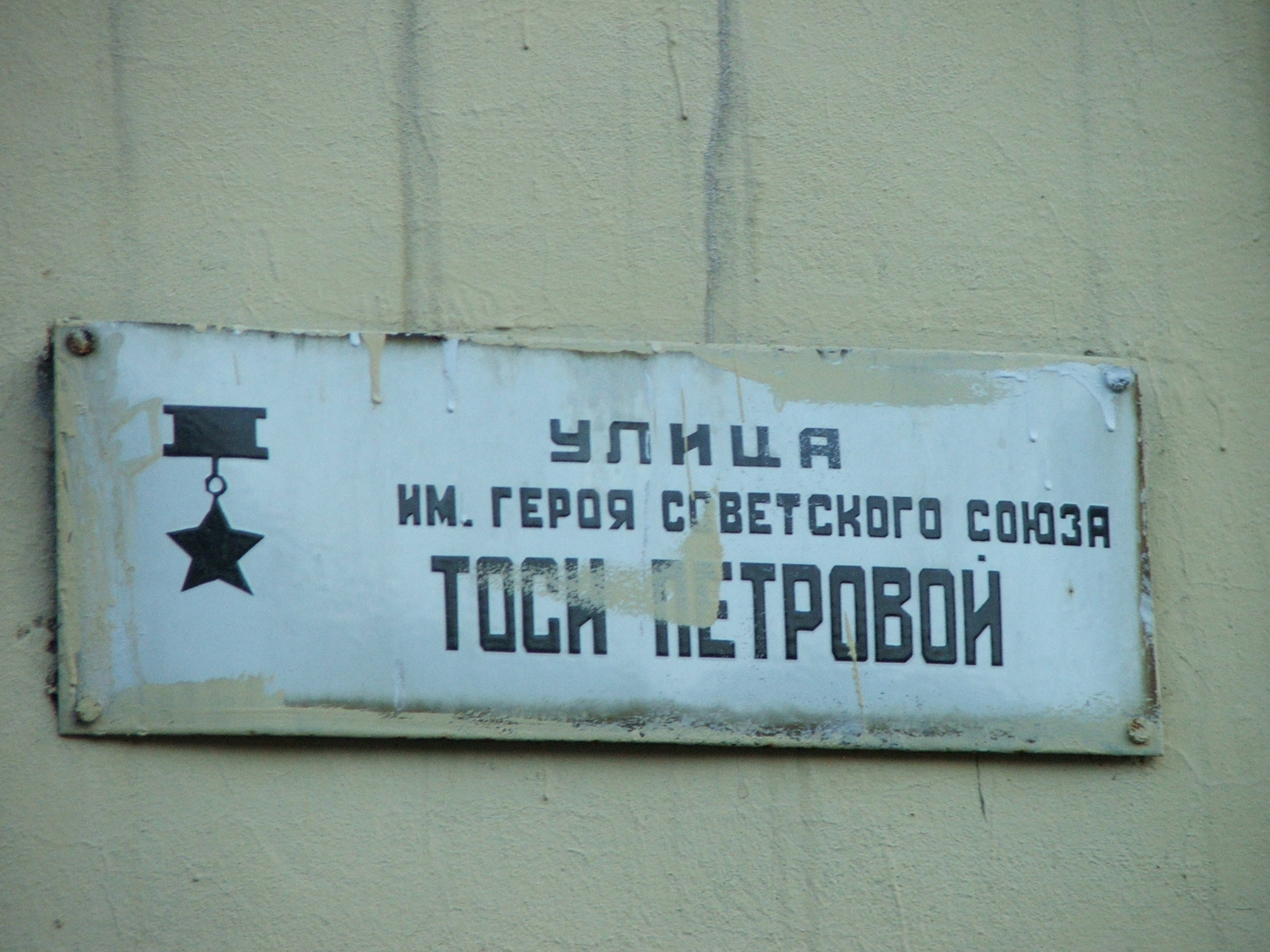
Rue Tosya Petrova à Louga.

- Héros de l'Union soviétique
- Ordre de Lénine

## Hommages
- Un mémorial fut érigé sur le lieu de décès du détachement.
- Une escouade de jeunes pionniers ainsi que l'école secondaire de Louga sont renommés en son honneur[6],[7].